# バクー (空母)
バクー（ロシア語：Баку； 改名後の艦名 アドミラール・ゴルシュコーフ、アドミラル・ゴルシコフ；Адмирал Горшков）とは、ソ連・ロシア海軍の航空母艦。キエフ級航空母艦（1143型）4番艦に当たるが、先に建造された同型艦3隻と違い搭載機の変更（Yak-38からYak-141）を前提に設計されたため、他の同型艦とはエレベーターの位置や大きさなどが異なっており、「改キエフ級」と呼ばれるケースが多い。現在はSTOBAR方式の空母に改装され、インド海軍の空母「ヴィクラマーディティヤ」となっている。
なお、「バクー」は現在は独立国アゼルバイジャンの首都であるが、この艦の建造当時はソ連邦構成共和国のひとつであった。ソ連の解体にともない、旧構成共和国の首都にちなんだ艦名から、セルゲイ・ゴルシコフ提督にちなんだ艦名へと改名された。

## 艦歴
「バクー」は1978年12月26日にチェルノモールスキイ造船所（ニコラーエフ南、第444海軍工廠）で起工され、1982年3月31日に進水し、1987年12月20日に就役した（ちなみに、就役前の海上テストの際、蒸気タービンのボイラーに亀裂が入るという事故を起こしている）。
1988年3月3日、「バクー」は黒海艦隊に編入された。そして、5月下旬には艦載機（Yak-38、Yak-38U 計12機、Ka-27PL 16機、Ka-27PS 2機、Ka-27RLD 2機が配備された。12月、「バクー」は北洋艦隊に編入された。
1990年10月1日、「バクー」は北方艦隊の第44対潜師団に編入され、10月4日、艦名がソ連海軍の提督セルゲイ・ゴルシコフにちなみ、アドミラール・フロータ・ソヴェーツコヴォ・ソユーザ・ゴルシュコーフ(Адмирал флота Советского Союза Горшковアドミラール・フロータ・サヴィェーツカヴァ・サユーザ・ガルシュコーフ)に改名された。
なお、「バクー」に搭載されるはずだった新型の超音速VTOL艦上戦闘機Yak-141は、シートライアルが精力的に行われていたが、「バク－」艦上で事故を起こして大破してしまい、折からの財政難も有って、以後、開発計画は尻すぼみになっていき、ついには中止された。
1991年ごろからは行動も不活発になり、1992年から1995年までは岸壁に係留されたままになっていた。この間、機関室で火災が発生し、退役した同型艦「キエフ」の部品を剥ぎ取って修理した。艦載機Yak-38もこの間に退役してしまい、「バクー」の搭載機はヘリコプターだけという有様になった。
1995年にはどうにかカムバックし、同年5月、ムルマンスクで観艦式に参加したのが「バクー」の最後の花道になった。7月、「バクー」は予備役となった。

## インドへの売却

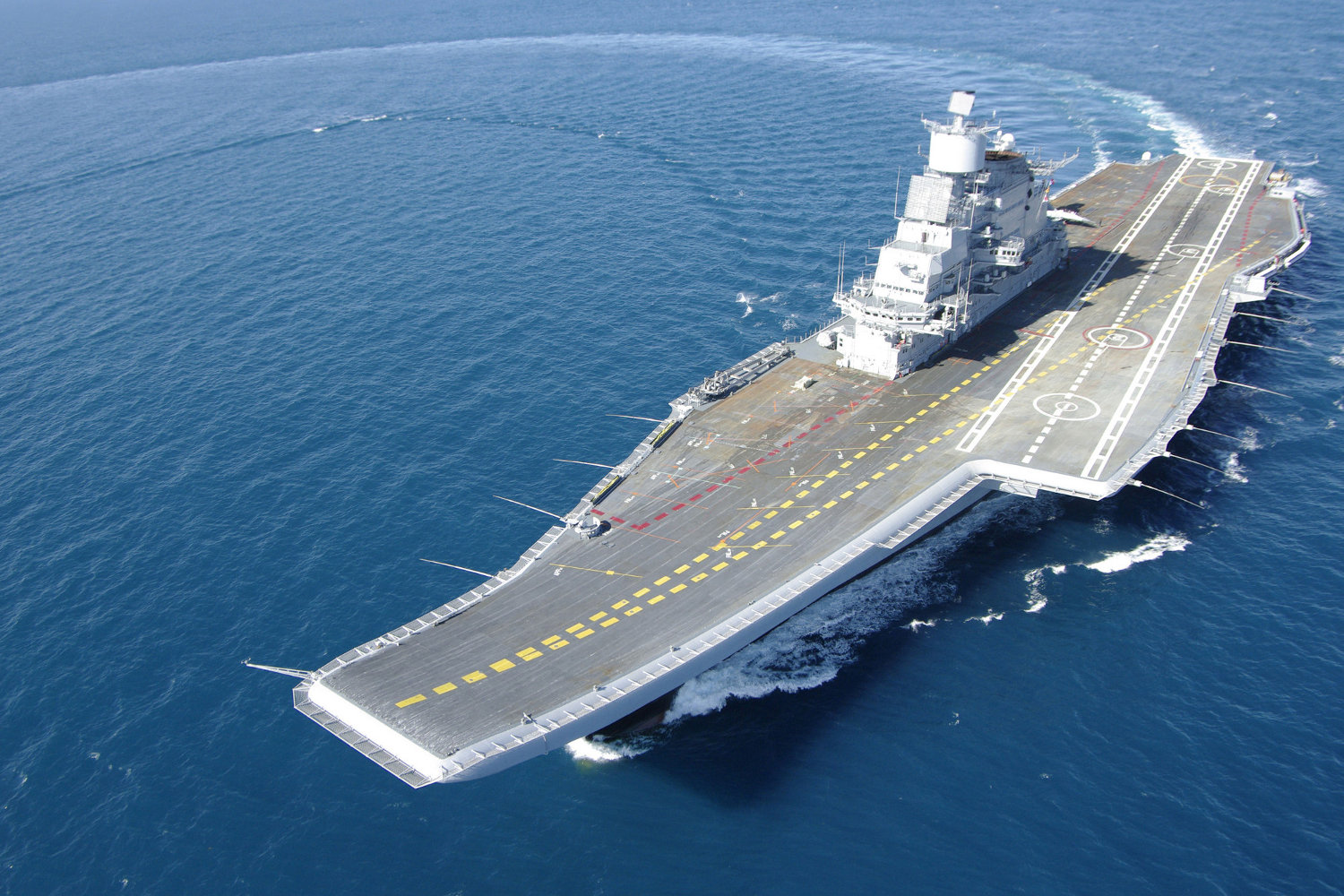
試験航行中のヴィクラマーディティヤ

1996年からロシア政府はインドとこの艦の売却交渉を開始し、1998年12月に仮契約が結ばれた。そして、7月全通型空母への改装が決定した。
2004年1月、「艦そのものは無償でインドに譲渡し、全通甲板空母への改造費用と搭載機MiG-29K等の代金（合計で約15億USドル）だけ払って頂く」という内容の本契約が結ばれ、セヴマシュ・プレドプリヤーチエ（北方機械建造会社、旧第402海軍工廠、セーヴェロドヴィンスク市）において改造工事が始まった。
最初は2005年にはインドに引き渡される予定であったが、改装コストの高沸や改装自体にトラブルによって何度も引渡しが延期され、最終的に2013年11月16日、インド海軍へ正式に引き渡された。
なお、改修後はインド海軍艦船として艦名がヴィクラマーディティヤ(INS Vikramaditya)に改められている。

## 設計

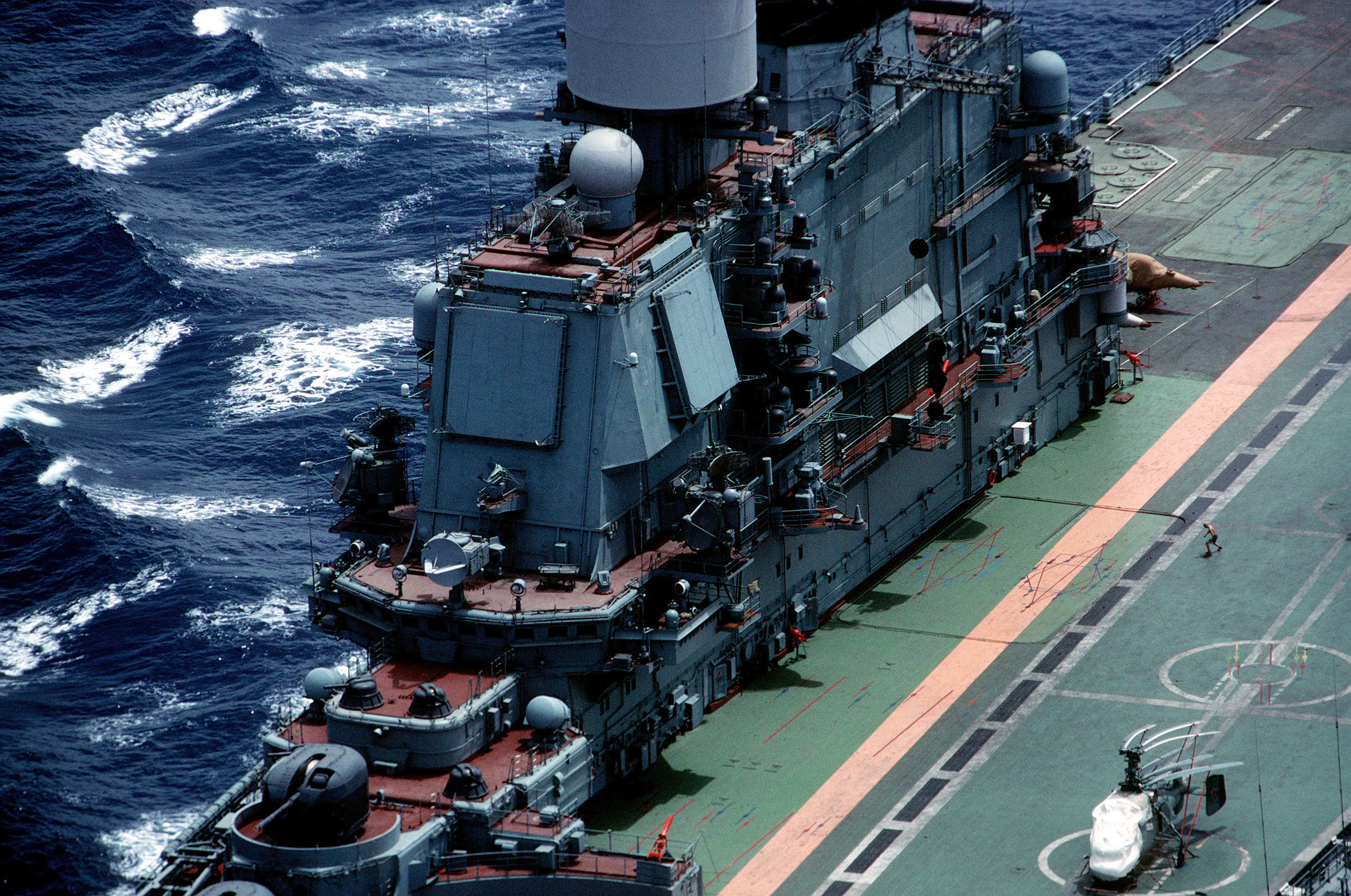
バクーの艦橋部

「バクー」は、新開発のフェーズドアレイレーダー「マルス・パッサート」や、その他の新型各種電子機器など、次に建造される「アドミラル・クズネツォフ」のテスト艦も兼ねており、装備などに変更が加えられている。
主レーダーとしては、パッシブ・フェイズド・アレイ（PESA）式の固定型アンテナ（4面）を採用したマルス・パッサート（NATO名「スカイ・ウォッチ」）が搭載され、レーダーの装備要領は一変している。副レーダーも、改良型のMR-710M「フレガート-M」に更新されたほか、低空警戒・対水上捜索用のMR-350「ポドカット」（NATO名「クロス・ソード」）も併載された。
主砲は、新型のAK-100 100mm単装速射砲とされ、P-500（SA-N-12）艦対艦ミサイルは12発に増備、対潜ロケット砲も新型のRBU-12000とされた。また、艦隊防空ミサイルが廃される一方で、個艦防空ミサイルは3K95（SA-N-9）「キンジャール」に更新されている。
Yak-141の運用を想定し、飛行甲板面積が6,200m2に拡張されるとともに、エレベータも拡張された。試験的にブラスト・デフレクターと着艦拘束装置が装備された時期もあったが、これは撤去された。搭載機数は36機とされ、内訳はYak-38×14機、Yak-38U×2機、Ka-27PL×14機、Ka-27PS×2機、Ka-27RLD×4機であった。

## 注
1. ↑  AFPBB News「ロシアの退役空母、譲渡予定のインドでとんでもない厄介者に」2009年8月3日
2. ↑  ロシアの声 (2013年11月16日). “空母「ヴィクラマーディティヤ」インドに引き渡し”. 2013年12月1日閲覧。
3. 1 2 3  Polutov Andrey V.「ソ連/ロシア空母建造秘話(6・最終回)」『世界の艦船』第642号、海人社、2005年5月、110-118頁、NAID 40006680081。